# Lee Hsin-han
Lee Hsin-han (19 maggio 1988) è un tennista taiwanese.
Ha ottenuto i suoi migliori risultati in doppio, specialità nella quale ha vinto otto titoli Challenger e diversi altri nel circuito ITF. Il suo miglior ranking ATP è stato il 93º posto nel febbraio 2013. Ha esordito nella squadra di Taipei Cinese di Coppa Davis nel febbraio 2007. È inattivo dal giugno 2019.

## Statistiche
Aggiornate al 23 maggio 2022

### Tornei minori

#### Singolare

##### Finali perse (3)
| Legenda tornei minori |
| Challenger (0)        |
| Futures (3)           |

#### Doppio

##### Vittorie (32)
| Legenda tornei minori |
| Challenger (8)        |
| Futures (24)          |

| N. | Data            | Torneo                             | Superficie  | Compagno         | Avversari in finale            | Punteggio           |
| 1. | 30 luglio 2011  | Wuhai Challenger, Wuhai            | Cemento     | Yang Tsung-Hua   | Feng He Zhang Ze               | 6–2, 7–6(4)         |
| 2. | 9 giugno 2012   | Czech Open, Prostějov              | Terra rossa | Hsieh Cheng-peng | Colin Ebelthite John Peers     | 7–5, 7–5            |
| 3. | 18 agosto 2012  | Karshi Challenger, Karshi          | Cemento     | Peng Hsien-yin   | Brydan Klein Yasutaka Uchiyama | 7–6(10), 6–2        |
| 4. | 27 ottobre 2012 | Seoul Cup, Seul                    | Cemento     | Peng Hsien-yin   | Lim Yong-kyu Nam Ji-sung       | 7–6(3), 7–5         |
| 5. | 26 gennaio 2013 | Maui Challenger, Honolulu          | Cemento     | Peng Hsien-yin   | Tennys Sandgren Rhyne Williams | 6(1)–7, 6–2, [10–5] |
| 6. | 15 giugno 2013  | I. ČLTK Prague Open, Praga         | Terra rossa | Peng Hsien-yin   | Vahid Mirzadeh Denis Zivkovic  | 6–4, 4–6, [10–5]    |
| 7. | 31 ottobre 2015 | China International Suzhou, Suzhou | Cemento     | Denys Molčanov   | Gong Maoxin Peng Hsien-yin     | 3–6, 7–6(5), [10–4] |
| 8. | 7 novembre 2015 | Hua Hin Challenger, Hua Hin        | Cemento     | Lu Yen-hsun      | Andre Begemann Purav Raja      | walkover            |

##### Finali perse (41)
| Legenda tornei minori |
| Challenger (18)       |
| Futures (23)          |

| N.  | Data              | Torneo                                                | Superficie  | Compagno         | Avversari in finale                     | Punteggio           |
| 1.  | 29 novembre 2008  | Abierto Internacional Ciudad de Cancun, Cancún        | Terra verde | Yang Tsung-Hua   | Łukasz Kubot Oliver Marach              | 5–7, 2–6            |
| 2.  | 7 novembre 2009   | Chuncheon Challenger, Chuncheon                       | Cemento     | Yang Tsung-Hua   | Andis Juška Dmitri Sitak                | 6–3, 3–6, [2–10]    |
| 3.  | 13 agosto 2010    | Samarkand Challenger, Samarcanda                      | Terra rossa | Yang Tsung-Hua   | Andis Juška Deniss Pavlovs              | 5–7, 3–6            |
| 4.  | 1 ottobre 2011    | Tennislife Cup, Napoli                                | Terra rossa | Hsieh Cheng-peng | Jurij Ščukin Antonio Veić               | 7–6(5), 5–7, [8–10] |
| 5.  | 3 marzo 2012      | Singapore ATP Challenger, Singapore                   | Cemento     | Hsieh Cheng-peng | Kamil Čapkovič Amir Weintraub           | 4–6, 4–6            |
| 6.  | 10 marzo 2012     | All Japan Indoor Tennis Championships, Kyoto          | Carpet      | Hsieh Cheng-peng | Sanchai Ratiwatana Sonchat Ratiwatana   | 6(7)–7, 3–6         |
| 7.  | 12 maggio 2012    | Busan Open Challenger, Busan                          | Cemento     | Hsieh Cheng-peng | Yuki Bhambri Divij Sharan               | 6–1, 1–6, [5–10]    |
| 8.  | 1 settembre 2012  | Bangkok Challenger, Bangkok                           | Cemento     | Peng Hsien-yin   | Divij Sharan Vishnu Vardhan             | 3–6, 4–6            |
| 9.  | 3 agosto 2013     | Liberec Open, Liberec                                 | Terra rossa | Colin Ebelthite  | Rameez Junaid Tim Pütz                  | 0–6, 2–6            |
| 10. | 7 settembre 2013  | Shanghai Challenger, Shanghai                         | Cemento     | Peng Hsien-yin   | Sanchai Ratiwatana Sonchat Ratiwatana   | 3–6, 4–6            |
| 11. | 2 novembre 2013   | Seoul Cup, Seul                                       | Cemento     | Peng Hsien-yin   | Marin Draganja Mate Pavić               | 5–7, 2–6            |
| 12. | 9 novembre 2013   | Yeongwol Challenger Tennis, Yeongwol                  | Cemento     | Peng Hsien-yin   | Marin Draganja Mate Pavić               | 4–6, 6–4, [7–10]    |
| 13. | 1 marzo 2014      | ATP Challenger Guangzhou, Canton                      | Cemento     | Amir Weintraub   | Sanchai Ratiwatana Sonchat Ratiwatana   | 2–6, 4–6            |
| 14. | 14 giugno 2014    | TK Sparta Praga Challenger, Praga                     | Terra rossa | Zhang Ze         | Roman Jebavý Jiří Veselý                | 1–6, 3–6            |
| 15. | 2 agosto 2014     | ATP Challenger Cortina, Cortina d'Ampezzo             | Terra rossa | Vahid Mirzadeh   | Juan Lizariturry Inigo Cervantes Huegun | 5–7, 6–3, [8–10]    |
| 16. | 13 giugno 2015    | Città di Caltanissetta, Caltanissetta                 | Terra rossa | Alessandro Motti | Guido Andreozzi Guillermo Duran         | 3–6, 2–6            |
| 17. | 8 agosto 2015     | ATP Challenger Cortina, Cortina d'Ampezzo             | Terra rossa | Alessandro Motti | Paolo Lorenzi Matteo Viola              | 7–6(5), 4–6, [3–10] |
| 18. | 19 settembre 2015 | ATP Challenger China International Nanchang, Nanchang | Cemento     | Amir Weintraub   | Jonathan Eysseric Jürgen Zopp           | 4–6, 2–6            |